# Galinagas
Galinagas (en francès Galinagues) és un municipi francès situat al departament de l'Aude i a la regió d'Occitània.